# Sakata Tōjūrō
Sakata Tōjūrō (坂田藤十郎) est le nom de scène d'une succession d'acteurs du théâtre kabuki à Kyoto et Osaka durant l'époque d'Edo.

## Histoire
Le premier Sakata Tōjūrō (1646–1709) est l'acteur kabuki le plus populaire à Kyoto-Osaka au cours de l'ère Genroku. Interprète de rôles tachiyaku, il est pionnier de la forme wagoto du théâtre de la région Kamigata comme son homologue d'Edo, Ichikawa Danjūrō I en fait de même pour la forme aragoto.  
Sakata Tōjūrō est acteur et directeur (zagashira) du théâtre Mandayū à Kyoto au temps du dramaturge Chikamatsu Monzaemon. Celui-ci fait l'éloge du travail de l'acteur, dont son attention particulière portée aux besoins dramatiques de l'écriture et encourage d'autres acteurs à étudier les détails réels de la situation d'un personnage.
Contrairement à la plupart des autres lignées d'acteurs kabuki qui peuvent être retracées de façon plus ou moins ininterrompue, que ce soit par le sang ou par adoption, le nom Sakata Tōjūrō n'est pas porté pendant plus de 225 ans, de la mort de Sakata Tōjūrō III en 1774 jusqu'à ce que le nom soit repris et la lignée ressuscitée par Nakamura Ganjirô III qui change son nom pour celui de Sakata Tōjūrō IV en 2005.

## Liste des acteurs
- Sakata Tōjūrō I (1646–1709) - À l'origine de la forme wagoto ; innovateur du kabuki de l'ère Genroku[1]
- Sakata Tōjūrō II (1711–1724)[3] - Élève de Tōjūrō I[4]
- Sakata Tōjūrō III (1739–1774) - Fils adopté de Tōjūrō II[5]
- Sakata Tōjūrō IV (2005–présent) - Anciennement Nakamura Ganjirō IV. Prend le nom afin de faire revivre la lignée[6] et d'une façon plus générale afin de maintenir vivant le kabuki de Kamigata.

## Source de la traduction
- (en) Cet article est partiellement ou en totalité issu de l’article de Wikipédia en anglais intitulé « Sakata Tōjūrō » (voir la liste des auteurs).